# Michał Boym
Michał Piotr Boym (Lviv, 1612/1614 – Kuanghszi (Guangxi), 1659. június 22.; latin neve: Michaël Boimus; kínai neve hagyományos írásjegyekkel: 卜彌格, egyszerűsített kínai írásjegyekkel: 卜弥格, pinjin (pinyin) átírásban hangsúlyjelekkel: Bǔ Mígé, magyaros átírásban: Pu Mi-ko) Kínában tevékenykedő lengyel jezsuita misszionárius, természettudós, felfedező. Egyike volt azon nyugatiaknak, akik elsőként utaztak Kína belsőbb területeire. Számos, Ázsia állat- és növényvilágával, valamint földrajzával kapcsolatos mű szerzője. Az első nyugati nyelvű kínai szótár, a kínai–latin szótár (1667) összeállítója, de a második nyugati nyelvű, a kínai–francia szótár (1670) is az ő nevéhez fűződik.

## Élete

### Származása

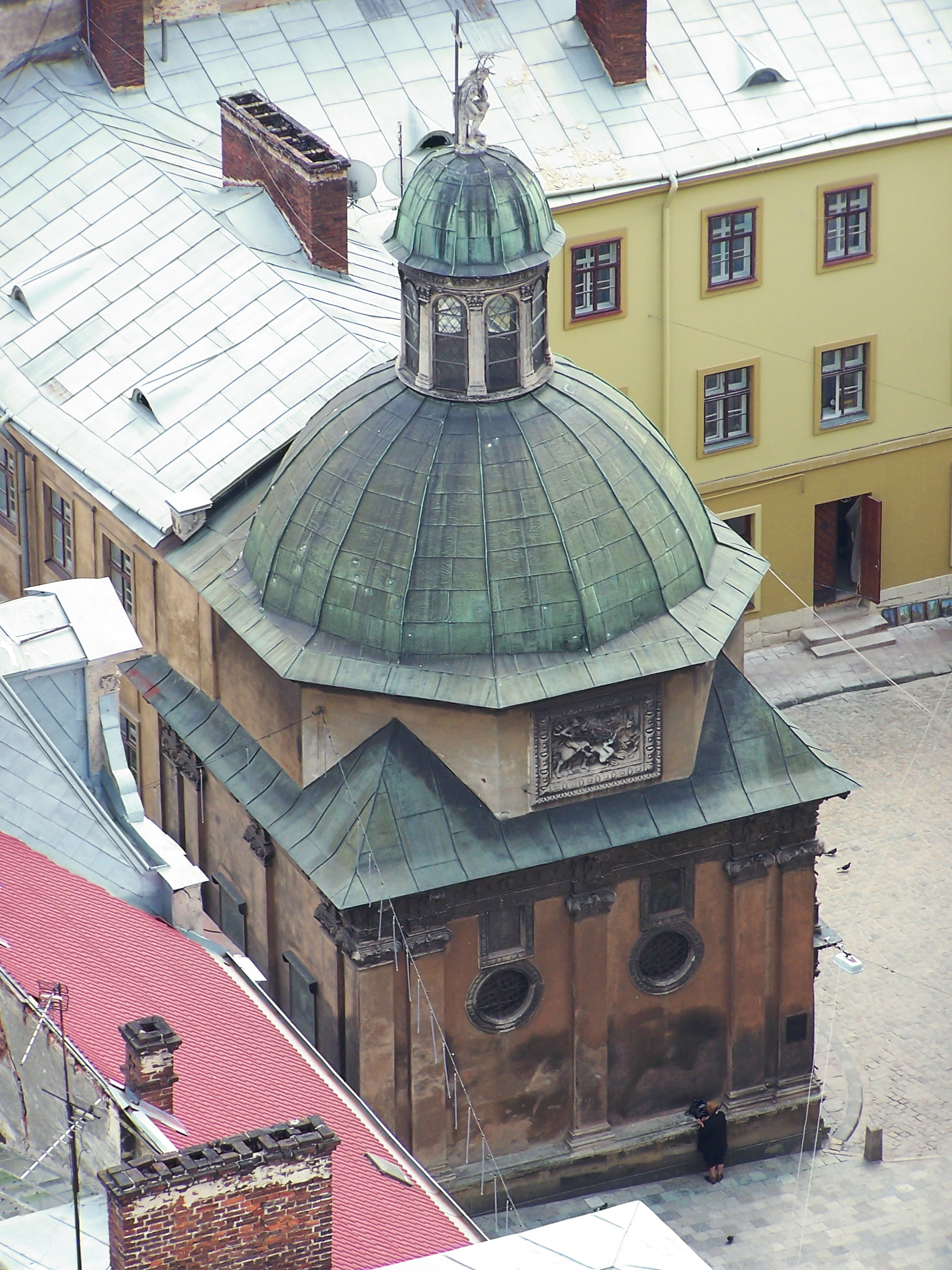
A Boim-család kápolnája Lvivben

Michał Boym Lvivben, a a lengyel–litván perszonálunió egyik nagyvárosában született 1612-ben vagy 1614-ben egy, magyar felmenőkkel rendelkező tehetős család gyermekeként. Nagyapja, Böhm György (Jerzy Boim) Magyarországról vándorolt Lengyelországba Báthory István tanácsosaként, majd Lengyelországban feleségül vette Jadwiga Niżniowskát. Michał apja, Paweł Jerzy Boim (1581–1641) pedig állítólag III. Zsigmond lengyel király orvosa volt. Pawel Jerzy hat fia közül a legidősebbet, Jerzyt kitagadta, Mikołaj és Jan kereskedők lettek, Paweł orvosnak képezte magát, Michał és Benedykt Paweł pedig csatlakoztak a jezsuita rendhez. A család Lviv főterén egy ma is látható, és a város egyik nevezetességének számító saját kápolnát építtetett, amely nagyjából Michał születésével egyidőben készült el.

### Életútja
Boym 1631-ben csatlakozott a Jézus Társaságához, ahol pappá szentelték. Majd egy évtizedig komoly tanulmányokat folytatott Krakkó, Kalisz, Jarosław és Sandomierz kolostoraiban, amikor 1643-ban elhatározta, hogy Kelet Ázsiába utazik. Először is Rómába ment, ahol küldetésére VIII. Orbán pápa áldását adta. Ezt követően Lisszabonba vette útját, ahol még ebben az évben kilenc rendtársával együtt hajóra szálltak. A portugál Goa érintésével Makaóba érkezett, ahol kezdetben a jezsuiták által 1594-ben alapított Szent Pál Kollégiumban tanított. 1644-ben áttelepült Hajnan (Hainan)ra, ahol egy kisebb katolikus missziót nyitott. 1644-ben azonban a mandzsu előretörés miatt Tonkinba kellett menekülnie.
Annak ellenére, hogy az Észak- és Közép-Kínában tevékenykedő jezsuiták az új, mandzsu dinasztia kegyeit keresve, hátat fordítottak a mingeknek, a Dél-Kínában tartózkodó rendtársaik továbbra is kitartottak a délre menekült ming uralkodóház mellett, akik ekkor még Dél-Kína egy részét ellenőrzésük alatt tartották. Boymot 1644-ben egy diplomáciai küldöttség keretei között az utolsó ming császárhoz, Jung-li (Yongli)hez küldték Kantonba. Boym feladata az volt, hogy tájékozódjék a kialakult helyzetről az ekkor már részben keresztény hitre tért, elűzött ming udvarnál. Ennek eredményeképpen a ming udvar neki adta át a X. Ince pápának címzett levelét. Ennek a levélnek a sorsáról további értesülések nem állnak rendelkezésre.
Évekkel később Boym visszaindult Európába. 1651 májusában érkezett Goába, 1652 decemberében pedig Velencébe. A pápa jó ideig nem volt hajlandó fogadni Boymot, mert a pápai udvar szeretett volna semleges maradni a kínai politikát illetően, amely a nagyobb európai udvarokat is megosztotta. Boym ügye mellé – miszerint támogatni kellene a ming udvart – majd csak az új pápa VII. Sándor állt, aki 1655-ben ajánló levelet írt neki a portugál királyhoz. IV. János megígérte, hogy kész akár katonai segítséget is nyújtani a mingeknek. Boym 1656 márciusába indult vissza Kínába. A kíséretében lévő nyolc rendtársa közül csak négy élte túl az utat. Már Goában értesült arról, hogy Jung-li (Yongli) császár helyzete olyannyira elkeserítő, hogy a helyi portugál adminisztráció nem is engedte őt beutazni Makaóba. Boym kénytelen volt kerülővel továbbindulni, így Sziám fővárosába ment, ahová 1658 elején érkezett meg. Itt kalózoktól bérelt hajót, és eljutott Vietnám északi részébe. Innentől már csak egy kínai keresztény volt mellette, akivel eljutott Kuanghszi (Guangxi) tartományba. Azonban 1659. június 22-én, még mielőtt eljutott volna a császári udvarba Boym váratlanul meghalt. Nyughelye máig ismeretlen.

## Munkái

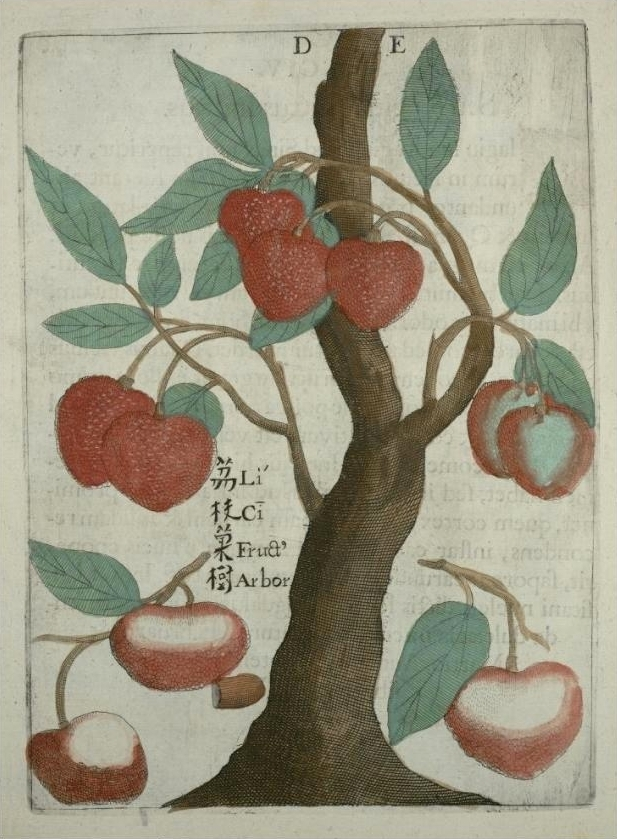
A licsi ábrázolása a Flora Sinensisben.

Boym munkásságának legjelentősebb részét azok a leírások alkotják, amelyekben közreadja az általa bejárt országok, vidékek állat- és növényvilágát, történelmét, hagyományait és szokásait. Első művében Mozambik állatait és növényeit mutatta be. Ezt a kéziratát Rómába küldte, de soha nem jelent meg nyomtatásba. Később egy hatalmas térképgyűjteményt állított össze Kínáról és Délkelet-Ázsiáról. Boym térképeinek érdeme, hogy ezek az első európai térképek, amelyeken Korea már helyesen egy félszigetként van feltüntetve, nem pedig szigetként, ahogy azt korábban hitték. Mindezek mellett számos kínai város helyét is pontosította, valamint kijavította az addig Marco Polo művéből ismert félig mesés leírásokat. Gyűjteménye nem került publikálásra az élete során, majd csak 1661-ben jelent meg Mappa Imperii Sinarum... („A Kínai Birodalom térképe”) címen.
Legjelentősebb és legnagyobb hatású műve a Flora Sinensis („Kína növényvilága"), amelyet Bécsben adtak ki 1656-ban. Ezen kívül írt egy könyvet kifejezetten a kínai gyógynövényekről (Specimen medicinae Sinicae), valamint a hagyományos kínai orvoslásról (Clavis medica ad Chinarum doctrinam de pulsibus) is.